# Hans Ruzek
Hans Anton Ruzek (* 5. August 1880 in Karlsruhe; † 24. Oktober 1914 bei Passendale (Zonnebeke)) war ein deutscher Fußballspieler.

## Karriere
Ruzek, dessen Vater Josef Ruzek Kapellmeister am Hoftheater Karlsruhe war, gehörte von 1894 bis 1912 dem Karlsruher FV an, für den er als Außenstürmer das am 12. November 1899 gegen den FC Frankonia Karlsruhe mit 3:4 verlorene Spiel in der vom Verband Süddeutscher Fußball-Vereine zum zweiten Mal und im Pokalmodus ausgetragenen Endrunde 1899/1900 bestritt. 
Die vom 4. November 1900 bis 3. März 1901 gespielte Endrunde wurde deutlich erfolgreicher gestaltet, da er mit seinem Verein in vier Vergleichen, vier Siege, bei einem Torverhältnis von 34:0 Toren erzielte. Die am 30. Dezember 1900 gegen den FC Bayern München angesetzte Begegnung hatte zunächst nicht stattgefunden, da beide Vereine jeweils keine vollständige Mannschaft hatten zusammenbringen können. Die später angesetzte Begegnung mit dem FC Bayern München fiel erneut aus, da dieser durch die ungünstigen Witterungsverhältnisse der letzten Monate verhindert war, ein geregeltes Training durchzuführen und daher auf das Endspiel um die Süddeutsche Meisterschaft verzichtet hatte.
In der Folgesaison wurde erstmals in einem regionalen Spielbetrieb durchgeführt. Ruzek kam nunmehr im Bezirk Baden zu Punktspielen. Das Ausscheidungsspiel zur Teilnahme an der Endrunde um die Süddeutsche Meisterschaft wurde gegen den Straßburger FV mit 7:2, das Halbfinale gegen den 1. FC Pforzheim mit 5:1 und das Endspiel am 6. April 1902 beim 1. Hanauer FC 93 mit 4:0 gewonnen und somit die zweite Süddeutsche Meisterschaft in der noch jungen Vereinsgeschichte.
In der Saison 1902/03 setzte sich seine Mannschaft erneut im Bezirk Baden und in den Viertel- und Halbfinalspielen durch, sodass man am 7. Dezember 1902 in Darmstadt erneut auf den Vorjahresfinalisten traf und gegen diesen mit 5:2 erneut gewann.
Von 1903 bis 1908 spielte er innerhalb des Südkreises im Gau Mittelbaden und von da an bis zum Ende seiner letzten Saison im leistungsdichteren, nicht in Gaue unterteilten Südkreis. Während seiner Vereinszugehörigkeit gewann er über die zahlreichen regionalen Titel achtmal die Süddeutsche und einmal die Deutsche Meisterschaft.

## Erfolge
- Deutscher Meister 1910
- Süddeutscher Meister 1901, 1902, 1903, 1904, 1905, 1910, 1911, 1912